# Curepipe
Curepipe est la deuxième ville de Maurice (81 600 habitants en 2003). Elle est située sur les hauteurs, presque au centre de l'île Maurice, dans le district des Plaines Wilhems. On dit de Curepipe qu'elle est la ville la plus européenne du pays à cause de son climat humide et froid. Ses nombreuses boutiques d'usine et hors-taxes font de Curepipe l'endroit des bonnes affaires[réf. souhaitée].

## Géographie
Le climat y est froid et humide durant la période hivernale, mais devient un refuge privilégié durant la saison chaude, avec les températures accablantes que connaît alors le littoral.
Située sur le plateau central de l'ile, la ville possède un certain charme qui se perd du fait de l'absence d'entretien des voies publiques ou encore des bâtiments.
On y trouve un cratère volcanique appelé Trou-aux-Cerfs, de 605 mètres de haut, qui peut se visiter.

## Histoire
Lieu-dit, près d'« habitations » où se trouvait un hôtel de relais (avec une forge) au bord de la route de Port-Louis à Mahébourg achevée en 1825, Une gare est ouverte en 1865 ce qui fait venir les premiers habitants, dans ce qui devient alors un village autour de la Mare-aux Joncs. La ville a été fondée par les colons français qui fuyaient Port-Louis atteint par la malaria en 1867. C'est pourquoi la ville compte toujours quelques belles demeures « créoles » qui font le charme de l'île, surtout dans le quartier de Forest Side.  Son statut de village lui est octroyé en 1878, celui de ville en 1890. Les anciennes concessions sont loties rapidement au cours des années suivantes. Le centre-ville comprend de belles œuvres architecturales comme l'hôtel de ville, demeure coloniale du XIXe siècle, alors que le square qui lui fait face est orné d'un groupe sculpté de Paul et Virginie (œuvre de Prosper d'Épinay à la fin du XIXe siècle) et d'un monument aux morts de la guerre 1914-1918 avec un poilu français et un Tommy anglais, la bibliothèque Carnegie sur la même place, les anciennes galeries Guillemin, le collège royal (1912) ou encore l'église Sainte-Thérèse (1872). Curepipe est surnommée la Ville Lumière, car elle a été la première ville de l'île à être pourvue d'électricité en 1889. Elle avait environ 10 000 habitants dans les années 1890.
Le quartier de Floréal est le quartier résidentiel de la ville avec des immeubles et résidences modernes et un musée du textile. Le jardin botanique de Curepipe s'étend sur deux hectares et possède des essences exotiques, palmiers, lataniers, palmistes bouteilles, fougères rares, bois d'olive, bois de natte, tambalacoques, etc.

## Origine du nom
Curepipe tire son nom de l'activité des soldats napoléoniens, installés dans une garnison au sein de la ville avant la prise de l'île par les Britanniques en décembre 1810, dont l'une des principales occupations consistait à fumer la pipe et à la curer lorsqu'elle était bouchée.
En fait, lorsque les soldats et autres voyageurs traversaient l'île de Port-Louis à Grand-Port, une pause s'imposait après de longues heures de marche. Cette pause se faisait justement sur le plateau central où est située aujourd'hui la ville, car elle était à peu de chose près à mi-chemin entre les deux villes précédemment citées. Les hommes profitaient pour se laver, casser la croûte, curer leur pipe souvent bouchée et laisser se reposer les chevaux. C'est ainsi que le nom de Curepipe fut retenu pour nommer la ville.

## Climat
Étant située sur les hauteurs de l'île, la ville est riche en humidité. Toutefois, elle bénéficie d'un climat idéal en été.

## Les lycées

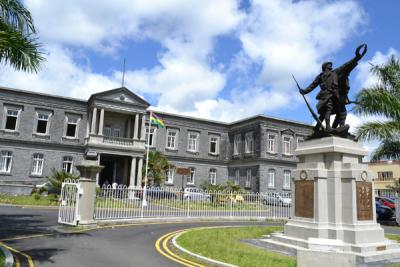
Collège Royal Curepipe

Curepipe compte de nombreuses écoles. Entre autres, le Collège royal de Curepipe construit en 1912, succédant à une filiale du collège de Port-Louis ouverte en 1871. Le collège est non mixte, la norme dans le système éducatif mauricien. Le collège royal de Curepipe, accueille en priorité les écoliers qui se sont classés de la première à la cent-cinquantième place au Certificat d'Etude Primaire, ce qui le conduit à être considéré comme étant la meilleure institution secondaire pour garçons de Maurice. 
L'élite intellectuelle du pays provient principalement de six établissements secondaires appelés « star schools » dont forme partie le Collège Royal de Curepipe avec le Collège Royal de Port-Louis, le Collège du Saint Esprit pour les garçons, la Queen Elizabeth College, le Docteur Maurice Curé State Secondary School pour filles et le Mahatma Gandhi Institute qui est mixte.
À l'exception du Collège du Saint Esprit, les autres sont des établissements publics, tous étant néanmoins gratuits pour les collégiens.
Le collège de garçons Saint-Joseph (ouvert en 1877, agrandi en pensionnat en 1896, reconstruit dans les années 1920 et 1950) et le couvent de filles ND de Lorette (ouvert en 1871 et installé à son emplacement actuel en 1898) ainsi que le premier lycée français de Maurice : le lycée Labourdonnais, un des meilleurs établissements français à l'étranger.

## Cultes
- Église Sainte-Thérèse (catholique)
- Basilique Sainte-Hélène (catholique)
- Chapelle du couvent de Lorette (catholique)
- Chapelle de l'école Saint-Joseph (catholique)
- Chapelle ND-de-Lourdes du couvent de Bon-Secours (catholique), dans le quartier d'Eau Coulée
- Église St. Clement's (anglicane)
- Chapelle adventiste à Eau Coulée
- Temple hindou de Camp Caval
- Temple Tamoule (Mariammen Kovil) à Quatre-Carreaux Eau-coulée
- Temple hindou de la rue du couvent de Lorette
- Mosquée de la rue Malartic
- Mosquée de la rue Royale

## Maires de Curepipe
| Maires                              | Entrée en fonction |
| ----------------------------------- | ------------------ |
| Hon. Gaëtan Duval                   | 1968               |
| Hon. Guy Ollivry                    | 1969               |
| Hon. Guy Ollivry                    | 1970               |
| Cyril Marchand                      | 1971-1974          |
| Gaëtan Duval QC                     | 1977               |
| Gaëtan Duval QC                     | 1978-1979          |
| Hon. Pierre Simonet                 | 1980               |
| S.Ponappa Naiken                    | 1982-1983          |
| Kumarsing Bhadain                   | 1984               |
| Hon. Percy LaFrance                 | 1985               |
| D Jocelyn Seenyen                   | 1986               |
| Motee Ramdass                       | 1987               |
| Serge Sadien                        | 1988               |
| Sanjit Teelock                      | 1989               |
| Amédée Darga                        | 1990-1991          |
| M. Abib Enathally                   | 1992               |
| V. Ragoonundun                      | 1993               |
| Ananda Rajoo                        | 1994-1995          |
| Mme Leela D. Aleear                 | 1996               |
| Michel Mamet                        | 1997               |
| Louis-José Moirt                    | 1998               |
| Louis-Joseph Maya                   | 1999               |
| Tejanand Dewoo                      | 2000               |
| Pradeep Kumar Ramdin                | 2001               |
| Jean-Alain Barbier                  | 2002               |
| Gérard Barthélémy Colin             | 2003               |
| Akmed Mohamed                       | 2004               |
| Sadasiven Teeroovengadum            | 2005               |
| Christian Laval Hurhungee           | 2006               |
| Soobir Sen Sewnath                  | 2007               |
| Hareechand Bhangeeruthee            | 2008               |
| Michaël Yeung Sik Yuen              | 2009               |
| Coomaravel Pyaneandee               | 2010               |
| Sunil Kumar Beedassy                | 2011-2012          |
| Mario Bienvenu                      | 2013               |
| Kamla Devi Varmanh                  | 2014               |
| Yogendranaden Rajoo                 | 2015               |
| Stephanie Nathalie Fabiola Gopee    | 2015               |
| Marie Noelle Doris Sybille Lolochou | 2017               |
| Hans Berty Margueritte              | 2017               |

## Personnalités nées à Curepipe
- Lise de Baissac (1905-2004), résistante
- Paul Bérenger (1945-), homme politique, premier ministre de Maurice de 2003 à 2005
- Marie-Aimée de Kermorvan (1904-1985), écrivaine et poétesse
- Kimberley Le Court (1996-), coureuse cycliste, première africaine à porter le maillot jaune du Tour de France
- Yannick Lincoln (1982-), coureur cycliste
- Gaëtan Mootoo (1952-2018), militant des droits de l'homme
- Bruno Richard (1956-), artiste et éditeur
- Gaëtan de Rosnay (1912-1992), peintre
- Joël de Rosnay (1937-), chercheur en chimie organique et prébiotique; pionnier de la pratique du surf en France.

## Compléments